# Меделін Берно
Меделін Берно (англ. Madelynn Bernau, нар. 1 червня 1998) — американський стрілець, бронзова призерка Олімпійських ігор 2020 року.

## Виступи на Олімпіадах
| Олімпіада  | Дисципліна  | Місце |
| ---------- | ----------- | ----- |
| Токіо 2020 | трап        | 7     |
| Токіо 2020 | трап, мікст | 3     |

## Зовнішні посилання
- Меделін Берно [Архівовано 18 липня 2021 у Wayback Machine.] на сайті ISSF

1. ↑  https://www.teamusa.org/Athletes/BE/Madelynn-Bernau
2. ↑  https://www.olympedia.org/athletes/147241